# دريك يونغر
دريك يونغر (بالإنجليزية: Drake Younger)‏ هو مصارع رياضي أمريكي، ولد في 10 سبتمبر 1984 في إنديانابوليس في الولايات المتحدة.

## وصلات خارجية
- دريك يونغر على موقع WrestlingData.com (الإنجليزية)
- دريك يونغر على موقع CageMatch worker (الإنجليزية)
- دريك يونغر على موقع قاعدة بيانات المصارعة على الإنترنت (الإنجليزية)
- دريك يونغر على موقع عالم المصارعة على الإنترنت (الإنجليزية)
- دريك يونغر على موقع عالم المصارعة على الإنترنت (الإنجليزية)
- دريك يونغر على موقع IMDb (الإنجليزية)
- دريك يونغر على موقع قاعدة بيانات الفيلم (الإنجليزية)